# Torneo Femenino Clausura 2011 (Argentina)
El Torneo Femenino Clausura 2011 fue la trigésima edición del Campeonato Femenino de Fútbol de Argentina desarrollada entre el 16 de abril y el 7 de agosto. Fue organizado por la Asociación del Fútbol Argentino.
Boca Juniors consiguió su decimonoveno título, de forma invicta ganando todos los partidos. Al haber ganado también el Apertura 2010, clasificó de forma directa como representante argentino en la Copa Libertadores Femenina de 2011, celebrada en Brasil.

## Equipos participantes
| Equipo        | Ciudad        | Jurisdicción                    |
| ------------- | ------------- | ------------------------------- |
| Arsenal       | Sarandí       | Provincia de Buenos Aires       |
| Boca Juniors  | Buenos Aires  | Ciudad Autónoma de Buenos Aires |
| Estudiantes   | La Plata      | Provincia de Buenos Aires       |
| Huracán       | Buenos Aires  | Ciudad Autónoma de Buenos Aires |
| Independiente | Avellaneda    | Provincia de Buenos Aires       |
| Lugano        | La Matanza    | Provincia de Buenos Aires       |
| Platense      | Vicente López | Provincia de Buenos Aires       |
| River Plate   | Buenos Aires  | Ciudad Autónoma de Buenos Aires |
| San Lorenzo   | Buenos Aires  | Ciudad Autónoma de Buenos Aires |
| UAI Urquiza   | San Martín    | Provincia de Buenos Aires       |

## Sistema de disputa
El torneo se llevó a cabo en una sola rueda, por el sistema de todos contra todos.
La tabla final de posiciones se estableció por acumulación puntos, y, en caso de que hubiese habido empate entre dos o más equipos, se habrían realizado de partidos de desempate. Se otorgan tres puntos por partido ganado, uno por partido empatado y ninguno, en caso de derrota. 
Para la clasificación a la Copa Libertadores de 2011, se realizaría un enfrentamiento a partido único entre el ganador del Apertura 2010 y el del Clausura 2011. En caso de ser el mismo, ese equipo clasificaría directamente al torneo continental.

## Posiciones
| Pos | Equipo        | Pts | PJ | PG | PE | PP | GF | GC | Dif |
| --- | ------------- | --- | -- | -- | -- | -- | -- | -- | --- |
| 1º  | Boca Juniors  | 27  | 9  | 9  | 0  | 0  | 45 | 3  | +42 |
| 2º  | River Plate   | 24  | 9  | 8  | 0  | 1  | 32 | 8  | +24 |
| 3º  | Estudiantes   | 18  | 9  | 6  | 0  | 3  | 22 | 7  | +15 |
| 4º  | Huracán       | 18  | 9  | 6  | 0  | 3  | 19 | 13 | +6  |
| 5º  | San Lorenzo   | 15  | 9  | 5  | 0  | 4  | 33 | 16 | +17 |
| 6º  | UAI Urquiza   | 15  | 9  | 5  | 0  | 4  | 26 | 14 | +12 |
| 7º  | Independiente | 6   | 9  | 2  | 0  | 7  | 12 | 27 | -15 |
| 8º  | Platense      | 6   | 9  | 2  | 0  | 7  | 7  | 32 | -25 |
| 9º  | Arsenal       | 3   | 9  | 1  | 0  | 8  | 5  | 36 | -31 |
| 10º | Lugano        | 3   | 9  | 1  | 0  | 8  | 6  | 51 | -45 |

## Resultados
| Huracán     | 1 - 6 | Boca Juniors  | Auxiliar        | 16 de abril | 15:45 |
| UAI Urquiza | 3 - 0 | Independiente | Principal       | 21 de abril | 15:30 |
| Lugano      | 2 - 5 | River Plate   | Principal       | 12 de junio | 15:30 |
| Arsenal     | 1 - 2 | Platense      | Predio S.T.M.A. | 12 de junio | 12:00 |

| Boca Juniors  | 6 - 1 | UAI Urquiza | Casa amarilla        | 7 de mayo   | 15:45 |
| River Plate   | 2 - 1 | Arsenal     | Auxiliar Ezeiza      | 8 de mayo   | 15:30 |
| Independiente | 7 - 1 | Lugano      | Auxiliar V. Dominico | 8 de mayo   | 15:30 |
| San Lorenzo   | 1 - 2 | Huracán     | Auxiliar             | 21 de junio | 9:00  |

| UAI Urquiza | 1 - 2 | San Lorenzo   | Principal   | 14 de mayo | 15:30 |
| Lugano      | 0 - 5 | Boca Juniors  | Principal   | 14 de mayo | 15:30 |
| Arsenal     | 2 - 1 | Independiente | El Porvenir | 14 de mayo | 15:30 |
| Huracán     | 1 - 0 | Estudiantes   | Auxiliar    | 14 de mayo | 15:45 |
| Platense    | 0 - 6 | River Plate   | Auxiliar    | 15 de mayo | 15:30 |

| San Lorenzo   | 11 - 0 | Lugano      | Auxiliar             | 22 de mayo | 10:00 |
| Independiente | 3 - 1  | Platense    | Auxiliar V. Dominico | 22 de mayo | 15:30 |
| Boca Juniors  | 4 - 0  | Arsenal     | Casa amarilla        | 22 de mayo | 15:30 |
| Estudiantes   | 3 - 1  | UAI Urquiza | Auxiliar             | 22 de mayo | 15:30 |

| Arsenal     | 0 - 9 | San Lorenzo   | El Porvenir | 28 de mayo | 15:30 |
| River Plate | 7 - 1 | Independiente | Auxiliar    | 29 de mayo | 15:00 |
| Lugano      | 1 - 4 | Estudiantes   | Principal   | 29 de mayo | 15:30 |
| Platense    | 0 - 8 | Boca Juniors  | Auxiliar    | 29 de mayo | 15:30 |

| Huracán      | 1 - 2 | UAI Urquiza | Auxiliar n°2  | 4 de junio  | 14:00 |
| Boca Juniors | 3 - 0 | River Plate | Casa amarilla | 4 de junio  | 15:00 |
| Estudiantes  | 6 - 0 | Arsenal     | Auxiliar      | 5 de junio  | 10:00 |
| San Lorenzo  | 4 - 0 | Platense    | Auxiliar      | 18 de junio | 10:00 |

| Lugano        | 0 - 4 | Huracán      | Principal            | 2 de julio  | 14:00 |
| Platense      | 0 - 4 | Estudiantes  | Auxiliar             | 3 de julio  | 15:30 |
| Independiente | 0 - 7 | Boca Juniors | Auxiliar V. Dominico | 3 de julio  | 15:30 |
| River Plate   | 4 - 1 | San Lorenzo  | Auxiliar Ezeiza      | 10 de julio | 10:00 |

| Huracán     | 7 - 0  | Arsenal       | Auxiliar  | 16 de julio | 15:30 |
| UAI Urquiza | 11 - 0 | Lugano        | Principal | 16 de julio | 15:30 |
| San Lorenzo | 4 - 0  | Independiente | Auxiliar  | 17 de julio | 15:30 |
| Estudiantes | 0 - 3  | River Plate   | Auxiliar  | 17 de julio | 15:30 |

| Arsenal       | 0 - 3 | UAI Urquiza | Predio S.T.M.A.  | 23 de julio | 12:00 |
| Boca Juniors  | 5 - 1 | San Lorenzo | Casa amarilla    | 23 de julio | 15:00 |
| Independiente | 0 - 1 | Estudiantes | Auxiliar (Wilde) | 24 de julio | 11:30 |
| Platense      | 1 - 2 | Huracán     | Auxiliar         | 24 de julio | 15:30 |

| Huracán     | 0 - 3 | River Plate  | Auxiliar  | 30 de julio | 15:30 |
| UAI Urquiza | 4 - 0 | Platense     | Principal | 30 de julio | 15:30 |
| Lugano      | 2 - 1 | Arsenal      | Principal | 30 de julio | 15:30 |
| Estudiantes | 0 - 1 | Boca Juniors | Auxiliar  | 31 de julio | 15:30 |

| Platense      | 3 - 0 | Lugano      | Auxiliar         | 6 de agosto | 15:30 |
| Independiente | 0 - 1 | Huracán     | Auxiliar (Wilde) | 6 de agosto | 15:30 |
| San Lorenzo   | 0 - 4 | Estudiantes | Principal        | 7 de agosto | 10:00 |
| River Plate   | 2 - 0 | UAI Urquiza | Auxiliar         | 7 de agosto | 15:30 |

## Goleadoras
| Jugadora            | Equipo       | Goles |
| ------------------- | ------------ | ----- |
| Belén Potassa       | Boca Juniors | 15    |
| Mariana Larroquette | River Plate  | 10    |
| Ludmila Manicler    | UAI Urquiza  | 9     |
| Andrea Ojeda        | Boca Juniors | 8     |
| Betina Soriano      | Huracán      | 8     |
| María Tierri        | San Lorenzo  | 8     |
| Carmen Brusca       | Boca Juniors | 6     |
| Yael Oviedo         | Boca Juniors | 6     |
| Silvana Peralta     | Huracán      | 6     |
| Ayelén Lagos        | River Plate  | 6     |
| Carina Núñez        | San Lorenzo  | 6     |